# Aleksandr Mikhàilovitx Prókhorov
Aleksandr Mikhàilovitx Prókhorov, rus: Александр Михайлович Прохоров, (Atherton, Austràlia 1916 - Moscou, Rússia 2002) fou un físic i professor universitari soviètic guardonat amb el Premi Nobel de Física l'any 1964.
Va néixer l'11 de juliol de 1916 a la ciutat austràliana d'Atherton, en una família d'immigrants russos. El 1923 la família retornà a la Unió Soviètica i Prókhorov participà en la Segona Guerra Mundial, on fou ferit dues vegades.
Editor de la Gran Enciclopèdia Soviètica des de 1969, Prókhorov morí el 8 de gener de 2002 a la ciutat de Moscou.
Participà al costat del físic soviètic Nikolai Bàssov en les investigacions referents a la dualitat làser-màser, desenvolupant la seva teoria el 1952 simultàniament al físic nord-americà Charles Hard Townes. El 1964 els tres físics foren guardonats amb el Premi Nobel de Física pels seus treballs en el camp de l'electrònica quàntica, basat en els principis del màser-làser.

## Premis i distincions
- Premi Nobel de Física (1964)
- Heroi del Treball Socialista (2)
- Medalla d'Or Lomonóssov (1987)
- Orde del Mèrit de la Pàtria de 2a classe
- Orde de Lenin (5)
- Orde de la Guerra Patriòtica de 1a classe
- Orde de la Bandera Roja del Treball
- Medalla del Centenari de Lenin
- Medalla de la victòria sobre Alemanya en la Gran Guerra Patriòtica 1941-1945
- Medalla del 20è Aniversari de la Victòria en la Gran Guerra Patriòtica
- Medalla del 30è Aniversari de la Victòria en la Gran Guerra Patriòtica
- Medalla del 40è Aniversari de la Victòria en la Gran Guerra Patriòtica
- Medalla per la Tasca Meritòria durant la Gran Guerra Patriòtica de 1941-1945
- Medalla dels Treballadors Veterans
- Medalla del 50è Aniversari de les Forces Armades Soviètiques
- Medalla del 800è Aniversari de Moscou
- Medalla del 850è Aniversari de Moscou
- Premi Lenin (1959)
- Premi Estatal de l'URSS (1980)
- Premi Estatal de la Federació Russa (1998)